# Kristina Ilinykh
Kristina Ilinykh (Ekaterinburg, 27 de novembro de 1994) é uma saltadora russa, especialista no trampolim.

## Carreira

### Rio 2016
Kristina Ilinykh representou seu país nos Jogos Olímpicos de Verão de 2016, na qual ficou em 15º lugar no trampolim individual. 